# ブライアン・ブレイカー
ブライアン・ブレーカー（英語: Brian Breaker）のリングネームで知られるライアン・コリンズ（英語: Lyan Collins、1985年10月9日 - ）は、アメリカ合衆国の男性プロレスラー。オクラホマ州サンドスプリングス出身。WLW所属。

## 来歴
プロレスラーになるため、ハーリー・レイスのレスリング・アカデミーでトレーニングを積む。同時期にアメリカに遠征していたプロレスリング・ノアの潮崎豪とルームメイトとして寝食を共にした。
2008年3月8日、ワールド・リーグ・レスリング（World League Wrestling、略称 : WLW）が主催するミズーリ州エルドラド大会にて、潮崎とのタッグで、デンジャラス・デレク & ディンティ・ムーアを相手にプロレスデビューを飾った。同年10月にムーアとのタッグで、WLWタッグ王座を獲得。2009年10月、WLWヘビー級王座に戴冠する。
2010年3月、WWEが主催する地元のオクラホマ興行のダーク・マッチに出場した。
2011年3月12日、プロレスリング・ノア（Pro Wrestling Noah、略称 : NOAH）に初参戦。トレバー・マードック & ボビー・フィッシュとのトリオで、杉浦貴 & 森嶋猛 & 谷口周平と対戦し勝利を収めた。
2015年4月、NOAHが主催するタッグリーグ戦、グローバル・タッグ・リーグ戦にシェルトン・X・ベンジャミンのタッグで出場。3勝2敗という戦績を残した。
2016年11月、新日本プロレスが主催するタッグリーグ戦、WORLD TAG LEAGUEにリーランド・レイスとのタッグで出場。

## 得意技
オクラホマ・デスライド
現在のフィニッシャー。リストクラッチ式バックドロップ。
背後から相手の股下に左腕を通して相手の左腕を掴み取り、右腕で相手の腰に手を回しながら後方へ反り投げて相手を頭から背中にかけてマットに叩きつける。
ライガーボム

## 獲得タイトル
ワールド・リーグ・レスリング
- WLWヘビー級王座 : 2回
- WLWタッグ王座 : 1回

w /ディンティ・ムーア）

## 入場曲
- Feed My Frankenstein / Alice Cooper